# Kärlekens båda ansikten
Kärlekens båda ansikten (engelska: The Mirror Has Two Faces) är en amerikansk långfilm från 1996 i regi av Barbra Streisand, med Barbra Streisand, Jeff Bridges, Lauren Bacall och George Segal i rollerna.

## Rollista
| Barbra Streisand | – Rose Morgan    |
| Jeff Bridges     | – Gregory Larkin |
| Lauren Bacall    | – Hannah Morgan  |
| George Segal     | – Henry Fine     |
| Mimi Rogers      | – Claire         |
| Pierce Brosnan   | – Alex           |
| Brenda Vaccaro   | – Doris          |
| Austin Pendleton | – Barry          |
| Elle Macpherson  | – Candy          |